# پیرا آیلو
پیرا آیلو (انگلیسی: Piera Aiello؛ زادهٔ ۲ ژوئیهٔ ۱۹۶۷) سیاست‌مدار اهل ایتالیا است.
وی همچنین برندهٔ جوایزی همچون ۱۰۰ زن بی‌بی‌سی شده‌است.